# Kaiserkegel
Der Kaiserkegel oder die Kaiser-Kegelschnecke (Conus imperialis) ist eine Schnecke aus der Familie der Kegelschnecken (Gattung Conus), die im Indopazifik verbreitet ist. Sie ernährt sich großenteils von Feuerborstenwürmern.

## Merkmale
Conus imperialis trägt ein mittelgroßes bis großes, festes bis schweres Schneckenhaus, das bei ausgewachsenen Schnecken 4 bis 11 cm Länge erreicht. Der Körperumgang ist kegelförmig, der Umriss großenteils gerade, an der linken Seite konvex, nahe der Basis mehr oder weniger konvex. Die gewinkelte Schulter ist mit Tuberkeln besetzt, so in besonders auffälliger Weise die ersten Umgänge des Teleoconchs. Das Gewinde ist meist niedrig, sein Umriss leicht konkav bis leicht s-förmig. Der Protoconch und oft auch die ersten Umgänge des Teleoconchs ragen häufig aus dem ansonsten flachen Gewinde hervor. Die ersten Umgänge des Teleoconchs sind auffällig mit Tuberkeln besetzt. Die Nahtrampen des Teleoconchs sind flach bis konkav. An den späten Nahtrampen verlaufen 4 bis 10 zunehmende spiralig verlaufende Streifen. Der Körperumgang ist an der Basis mit schwachen bis hinfälligen spiraligen Rippen überzogen.
Die Grundfarbe des Gehäuses ist weiß bis bläulich-grau. Das Farbmuster auf dem Körperumgang ist im Indischen Ozean außerordentlich variabel. Insbesondere bei Schalen aus dem Pazifischen Ozean ist der Körperumgang mit 2 braunen oder olivfarbenen, meist deutlichen Banden überzogen, die in ihrer Breite variieren und gelegentlich in axial verlaufende Streifen und Flecken aufgeteilt sind. Das dem Apex abgewandte Band ist bisweilen in zwei geteilt. Von der Basis bis zur Schulter erstrecken sich spiralige, in ihrer Anzahl und Anordnung variierende Reihen abwechselnd schwärzlich-brauner und weißer Striche. Wechselnd zahlreiche spiralige Reihen feiner bis winziger brauner Punkte, teilweise unregelmäßig abwechselnd mit weißen Zeichnungen, erstrecken sich ebenfalls über den gesamten Körperumgang. Die Basis, die Siphonalfasciole und der basale Teil der Spindel sind dunkel bläulich-grau, gelegentlich unterlegt mit braun. Im Gewinde sind die frühen Umgänge des Teleoconchs einfarbig weiß bis bläulich-grau, die späten Nahtrampen mit orangefarbenen bis annähernd schwarzen radialen Streifen und Flecken, wobei auch hier die Elemente des Musters stark variieren. Die Gehäusemündung ist weiß bis violett, an der Basis dunkelviolett bis braun, selten so auch bis zur Schulter entlang des äußeren Randes.
Das dünne, durchscheinende, glatte Periostracum ist oliv bis orange.
Das Tier ist in verschiedenen roten Schattierungen gefärbt mit stark variierenden Musterungen. Die Fußsohle ist rosafarben, geleckt mit rot oder braun und vorn dunkelrot. Das Rostrum, die Fühler und der Sipho sind violett mit rötlich-braunen Streifen und Flecken sowie weißen Punkten. Das Rostrum und die Fühler können aber auch dunkelrosa sein.
Die mit einer Giftdrüse verbundenen, kräftigen Radula-Zähne haben nahe der Spitze einen Widerhaken und auf der Gegenseite einen zweiten großen Widerhaken. Sie sind in komplexer Weise gesägt mit einer doppelten oder dreifachen Reihe von Zähnchen, die in einem internen Widerhaken etwas hinter dem zweiten Widerhaken enden. An der Basis sitzt ein vorragender Sporn.

## Verbreitung und Lebensraum
Conus imperialis ist im gesamten Indopazifik verbreitet, so vor Aldabra, Madagaskar, Maskarenen, Mauritius und Australien (Northern Territory, Queensland, Western Australia), fehlt aber im Roten Meer. Er lebt in der Gezeitenzone bis in Meerestiefen von etwa 75 m, an den Philippinen bis 240 m in Korallenriffen auf Untergründen mit grobem Sand, Korallenkalk mit oder ohne Algenbewuchs und Sandtaschen von Korallenriffen oder toten Korallen.

## Entwicklungszyklus
Wie alle Kegelschnecken ist Conus imperialis getrenntgeschlechtlich, und das Männchen begattet das Weibchen mit seinem Penis. Das Weibchen legt in flachem Wasser etwa 18 bis 20 mm lange und 12 bis 13 mm breite Kapseln. In einer Kapsel befinden sich etwa 2000 bis 6000 Eier, in Hawaii mit einem Durchmesser von 225 µm, woraus geschlossen wird, dass die Veliger-Larven mindestens 21 Tage lang frei schwimmen, bevor sie niedersinken und zu kriechenden Schnecken metamorphosieren. In Palau sind die Eier 265 µm groß, woraus auf eine pelagische Larvenzeit von 18 Tagen geschlossen wird.

## Ernährung
Die Beute von Conus imperialis besteht großenteils aus Feuerborstenwürmern (Amphinomidae) und nur zu einem geringeren Teil aus anderen Vielborstern, unter anderen aus der Familie Eunicidae, die er mit seinen giftigen Radulazähnen sticht.